# Maurice Garçon

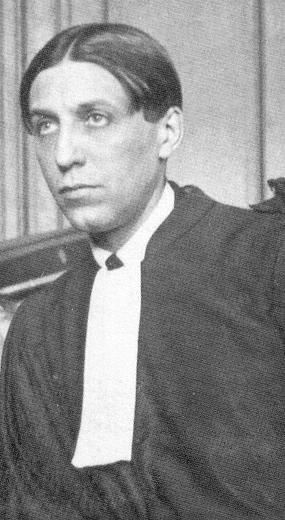
Maurice Garçon

Maurice Garçon (25 de noviembre de 1889 – 29 de diciembre de 1967) fue un abogado, ensayista, novelista, acuarelista, polígrafo e historiador francés, nacido en Lille y fallecido en París. Conocido por haber defendido numerosos casos legales, políticos y literarios como los de Georges Arnaud y de Violette Nozière. Fue elegido miembro de la Academia Francesa en 1946 para el asiento número 11 que había sido de Paul Hazard.

## Datos biográficos
Hijo de Emile Garçon, célebre jurista, profesor de derecho penal en la Facultad de Derecho de Lille y después en París, y de Constance Schaal des Etangs, Maurice Garçon estudió abogacía y formó parte de la barra de abogados de París en 1911 aunque su vocación y deseo era ser poeta. En el ejercicio de su profesión hizo gala de una gran elocuencia que le permitía convencer, a veces escandalosamente, al jurado a favor o en contra de determinada causa.
Participó en varios juicios famosos en la época que le dieron fama y también enemigos.
Fue abogado de la Academia Goncourt, para la cual ganó sonados litigios, entre los cuales el juicio de cinco estudiantes que durante la guerra asesinaron a un colaboracionista en la ciudad de Poitiers.
Defendió exitosamente en dos ocasiones a René Hardy sospechoso de haber entregado a Jean Moulin a los alemanes. En 1954, en otro proceso célebre en el que citó como testigos a Georges Bataille, Jean Cocteau y Jean Paulhan, defendió con éxito al joven editor Jean-Jacques Pauvert quien desafiando la censura publicó la Historia de Julieta del marqués de Sade.

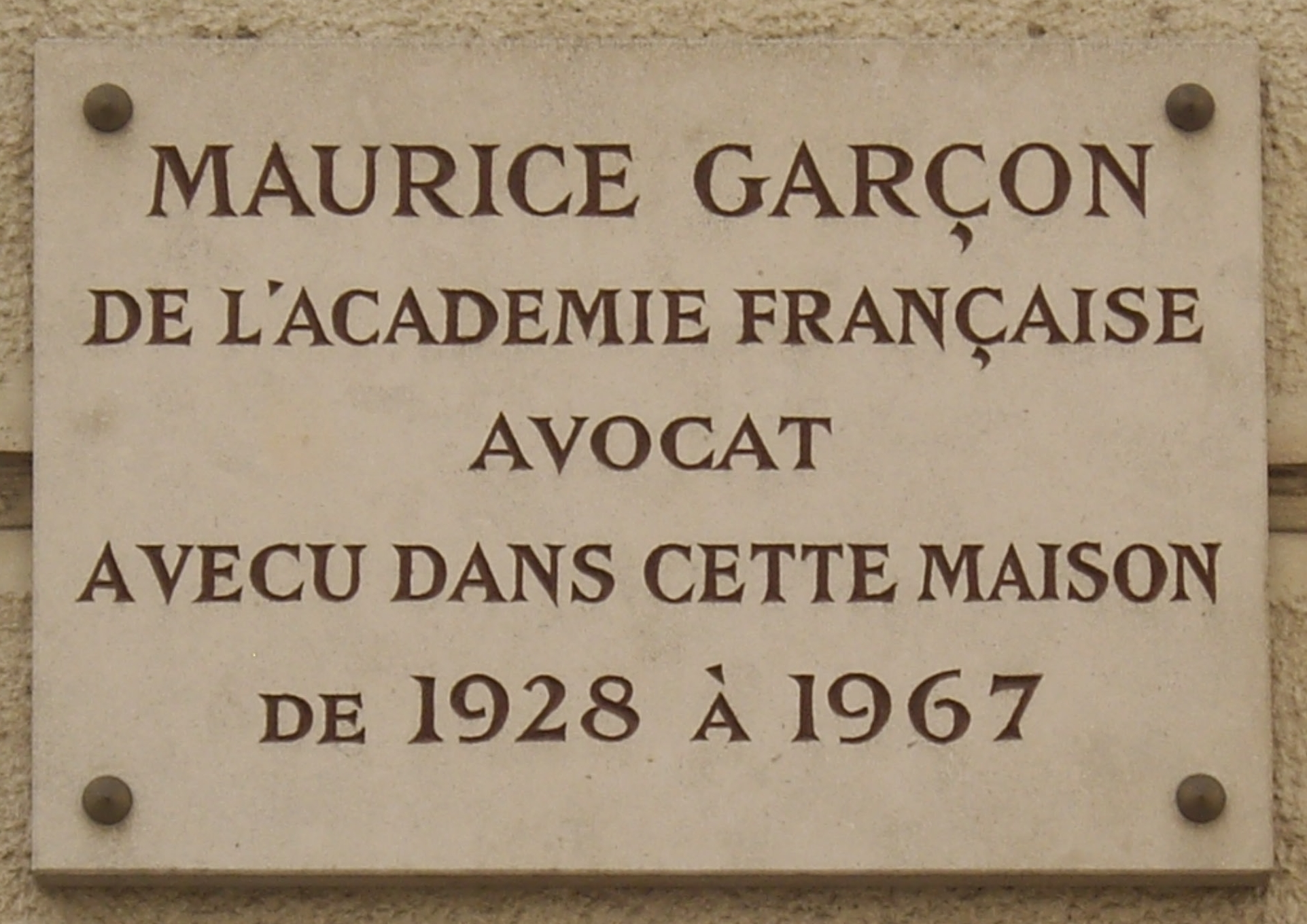
Placa conmemorativa en el número 10 de la calle de l'Éperon, en París.

Fue un apasionado de la literatura esotérica, escribió varos libros sobre la brujería y reunió en su biblioteca de la calle de l’Éperon muchas obras sobre la materia, entre las cuales 400 relativas al Diablo. Recibió a mucha personalidades de las artes y las letras en su pequeño castillo cerca de Ligugé, el Château de Montplaisir.
Junto con Paul Claudel, Charles de Chambrun, Marcel Pagnol, Jules Romains y Henri Mondor, fue una de las seis personas elegidas para la Academia francesa el 4 de abril de 1946, en la segunda elección grupal de ese año que intentó llenar las vacantes numerosas existentes en la institución después de la ocupación nazi. Fue recibido por André Siegfried el 16 de enero de 1947 al asiento de Paul Hazard, quien a causa de la guerra nunca fue oficialmente recibido en la Academia.
Tuvo un sentido del humor excepcional que llamó la atención del público sobre su personalidad. Entre las anécdotas que se refieren de él está el haberle escrito al presidente de la república para decirle que todo marchaba bien; de haber servido a sus invitados a una comida en su casa, agua en grandes garrafas dentro de las cuales nadaban peces rojos. Fue un gran jugador de la petanca (en la Plaza de la Concordia). Fue miembro del Conservatorio del Humor y presidente del Club del Circo; también fue abogado oficial del sindicato francés de prestidigitadores, actividad que practicó con devoción.

## Los alegatos
- Alegato a favor de René Hardy (1950)
- Alegato contre Naundorff (1955). Proceso contra la familia Naundorff, que pretendían ser descendientes de Luis XVI por la vía de Luis XVII.
- Al margen de l'Immortel: un procès d'archéologie (1932): el affaire de Glozel
- Al margen del anillo de amatista: un proceso episcopal (1924). Donde el obispo de Mans se revela propietario de algunos bienes.
- Al margen de las "Flores del Mal": un proceso literario (1926)
- Al margen de la Eneida: un proceso artístico (1927). El pintor Camoin contra Francis Carco sobre la propiedad artística.
- Al margen de Lui et Elle: Elle et Eux (1928). Défense de la vérité historique au sujet de George Sand.
- Al margen de la Henriade: le procès de la critique (1937)
- Al margen de La Cognomologie: un procès onomastique 18 juillet 1941 (Montherlant)
- Al margen du dépit amoureux: un procès d'impuissance (1923)
- Al margen de Nostradamus: le procès de l'astrologue (entre deux-guerres)
- El affaire de las "Picadoras de Orsay": proceso relacionado con la eutanasia (1942)
- Proceso contra el periódico "Samedi Soir" (años 50). El conflicto de la prensa y la vida privada.
- Proceso de la sucesión Bonnard y el derecho de los artistas (1952).
- Alegato contra la censura (1963). Defensa del editor Jean-Jacques Pauvert en la ocasión de la publicación de las obras del marqués de Sade.

## Obra
- Le Diable, étude historique, critique et médicale (en colaboración con Jean Vinchon) (1926)
- La vie exécrable de Guillemette Babin, sorcière (1926)
- Vintras, hérésiarque et prophète (1928)
- Le magnétisme devant la loi pénale, Durville (1928), 33pp.
- Rosette Tamisier ou La miraculeuse aventure (1929)
- Trois histoires diaboliques (1930)
- Code pénal commenté des contraventions (1930) complétant l’œuvre de son père Émile Garçon
- Étude sur le Siam et Choisy, introduction à la réédition du Journal du voyage de Siam de l’abbé de Choisy aux éditions Duchartre & Van Buggenhoudt (1930)
- Essai sur l’éloquence judiciaire (1931)
- La justice contemporaine, 1870-1932 (1933)
- La justice au Parnasse (1935)
- Comment Huysmans vint à Ligugé. La Revue des Deux-Mondes (15/12/1938) p. 901-911
- Magdeleine de la Croix, abbesse diabolique (1939)
- Huysmans inconnu, du bal du Château-rouge au monastère de Ligugé (1941)
- Le douanier Rousseau, accusé naïf (1941)
- Tableau de l’éloquence judiciaire (1943)
- L’Affaire Girard (1945)
- Sur les faits divers (1945)
- 13 drames du poison (1948)
- Plaidoyer pour René Hardy (1950)
- Procès sombres (1950)
- Louis XVII ou La Fausse énigme (1952)
- Sous le masque de Molière (1953)
- Plaidoyer chimériques (1954)
- La tumultueuse existence de Maubreuil, marquis d’Orvault (1954)
- Plaidoyer contre Naundorff (1955)
- Choses et autres (1956)
- Histoire de la Justice sous la IIIe République (1957)
- Défense de la liberté individuelle (1957)
- Le journal d’un juge (1958)
- Le costume des avocats (1958)
- Histoires curieuses (1959)
- Plaidoyer contre la censure, Jean-Jacques Pauvert (1963) con relación al proceso de la obra del Marqués de Sade
- L’Avocat et la morale (1963)
- Nouvelles histoires curieuses (1964)
- Lettre ouverte à la Justice (1966)
- Le Palais et l’Académie (1966)